# Strophurus jeanae
Strophurus jeanae är en ödleart som beskrevs av  Storr 1988. Strophurus jeanae ingår i släktet Strophurus och familjen geckoödlor. IUCN kategoriserar arten globalt som livskraftig. Inga underarter finns listade i Catalogue of Life.